# 달성군·고령군 (1988년 선거구)
달성군·고령군은 대한민국의 옛 국회의원 선거구이다. 당시 경상북도 달성군과 고령군 지역을 관할했다.

## 역사
대한민국 제13대 국회의원 선거를 앞두고 소선거구제가 다시 도입됨에 따라 달성군·고령군·성주군 선거구에서 분리되어 신설되었다.
1995년 3월 1일을 기해 경상북도 달성군이 대구광역시에 편입되었다. 이로 인해 달성군은 달성군 단독 선거구를 이루게 되었고 고령군은 성주군과 함께 고령군·성주군 선거구를 형성하게 됨에 따라 폐지되었다.

## 역대 국회의원
| 선거   | 정당 | 정당         | 의원   |
| ------ | ---- | ------------ | ------ |
| 1988년 |      | 신민주공화당 | 구자춘 |
| 1992년 |      | 민주자유당   | 구자춘 |

## 역대 선거 결과

### 대한민국 제13대 국회의원 선거
|  | 50.93% |

|  | 41.46% |

|  | 7.60% |

### 대한민국 제14대 국회의원 선거
|  | 41.59% |

|  | 28.27% |

|  | 23.41% |

|  | 6.72% |